# Vărzarii de Sus, Bihor
Vărzarii de Sus (în maghiară Felsőfüves) este o localitate componentă a orașului Vașcău din județul Bihor, Crișana, România.

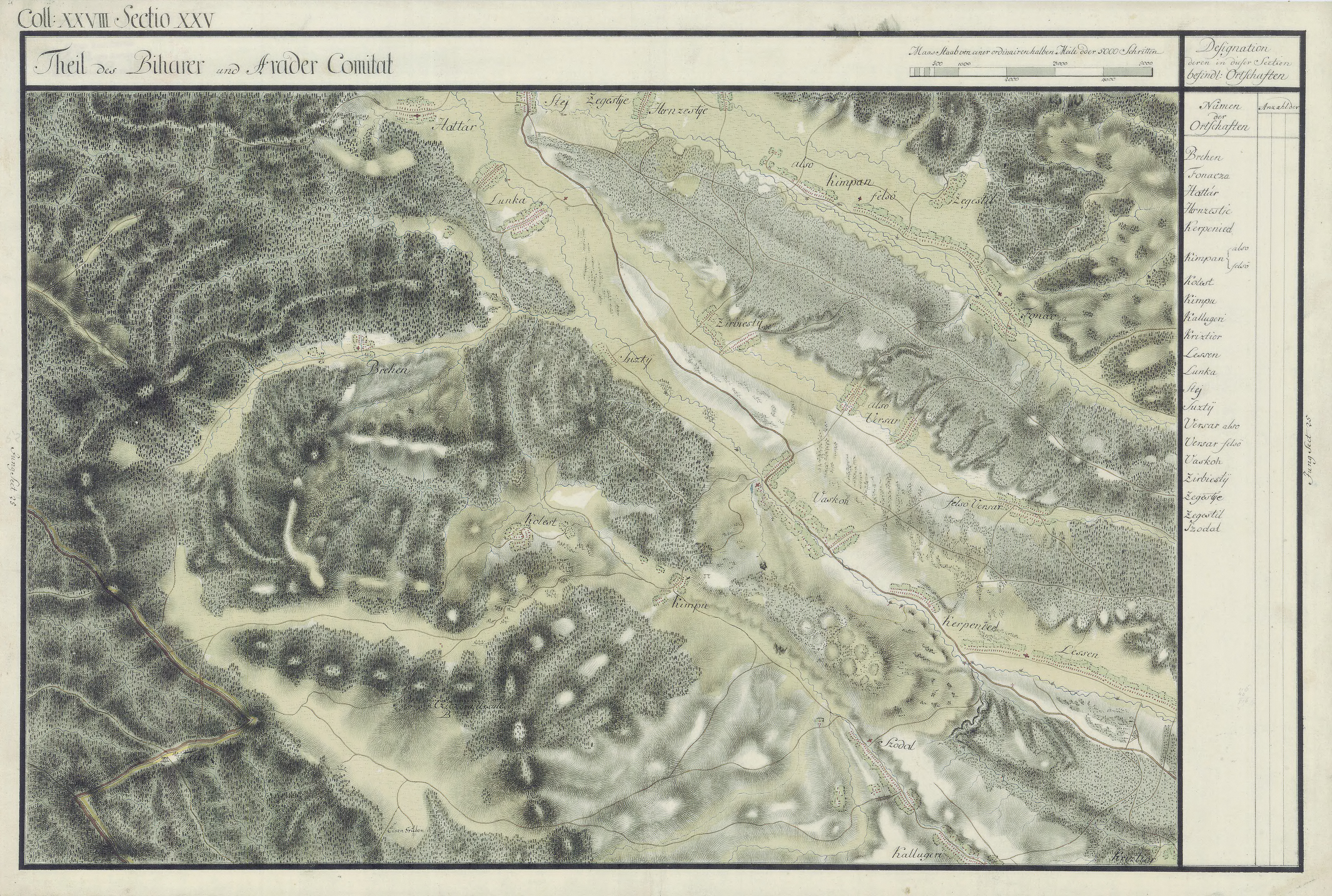
Vărzarii de Sus în Harta Iozefină a Comitatului Bihor, 1782-85

 Acest articol despre o localitate din județul Bihor este deocamdată un ciot. Puteți ajuta Wikipedia prin completarea lui.